# Roland Carey
Pour les articles homonymes, voir Carey.
Roland Carey, né le 20 février 1933 à Lausanne et mort le 17 mai 2019 à Saint-Saphorin, est un acteur suisse.

## Biographie
Né le 20 février 1933 à Lausanne d'un père irlandais et d'une mère française, Roland Carey a suivi les cours d'art dramatique au Conservatoire national supérieur de Paris.
Il meurt le 17 mai 2019 à Saint-Saphorin,.

## Filmographie partielle
- 1951 : Ils étaient cinq de Jack Pinoteau
- 1960 : Le Géant de Thessalie de Riccardo Freda
- 1962 : L'Épée du Cid (La spada del Cid) de Miguel Iglesias
- 1964 : La Chute de l'empire romain de Anthony Mann
- 1964 : La rivolta dei barbari de Guido Malatesta
- 1965 : Mission spéciale à Caracas de Raoul André
- 1969 : La Poupée de Satan (La bambola di Satana) de Ferruccio Casapinta
- 1970 : Bocche cucite de Pino Tosini
- 1981 : Sesso acerbo (it) de Joe D'Amato
- 2000 : Azzurro de Denis Rabaglia
- 2001 : Le signe de onze heures de Philippe Nicolet